# Chery A13
Chery A13 — компактні автомобілі, що виробляються китайською компанією Chery з 2008 року, на китайському ринку називається Chery Fulwin 2.

## Опис

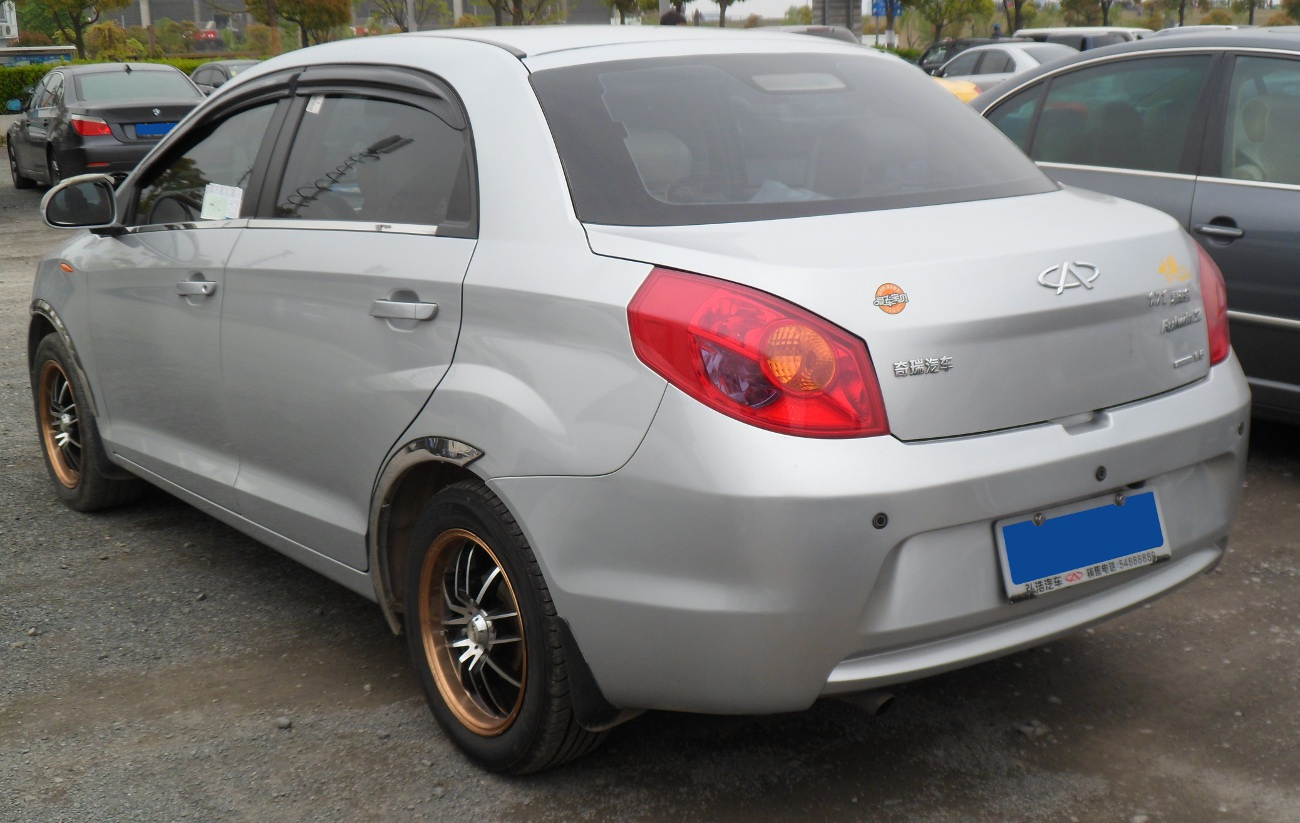
Chery Fulwin 2 ліфтбек (2008-2012)

Автомобіль передньопривідний, передня підвіска незалежна типу McPherson, на поперечних важелях, з гідравлічними телескопічними амортизаторами і стабілізатором поперечної стійкості, задня підвіска напівзалежна балка з амортизаторами, передні гальма дискові, задні - барабанні.
У переліку обладнання Chery A-13 - дві подушки безпеки, ABS і EBD. Крім цього, на панелі приладів, спрацює індикатор, який нагадає про необхідність пристебнути ремені безпеки. При парковці в умовах сучасного міста водієві буде асистувати задній парктронік, який попередить про небезпечну відстань до перешкоди.
В кінці 2010 року модель поступила у продаж на території України через дилерську мережу «УкрАВТО». Виробництво новинки в Запоріжжі на заводі АвтоЗАЗ розпочалось 15 лютого 2011 року на конвеєрі ЗАЗ-1103 Славута, яка випускається у версіях, як для внутрішнього ринку, так і для експорту.

Після старту виробництва в Україні автомобіль змінив своє ім'я і отримав назву ЗАЗ Forza, до того ж часу цей автомобіль був присутній на ринку України як Chery A-13. Новинка пропонується у двох варіантах кузовів ліфтбек і хетчбек і трьох варіантах комплектацій: Base, Comfort, Luxury. Вартість автомобіля починається від 84000 грн.

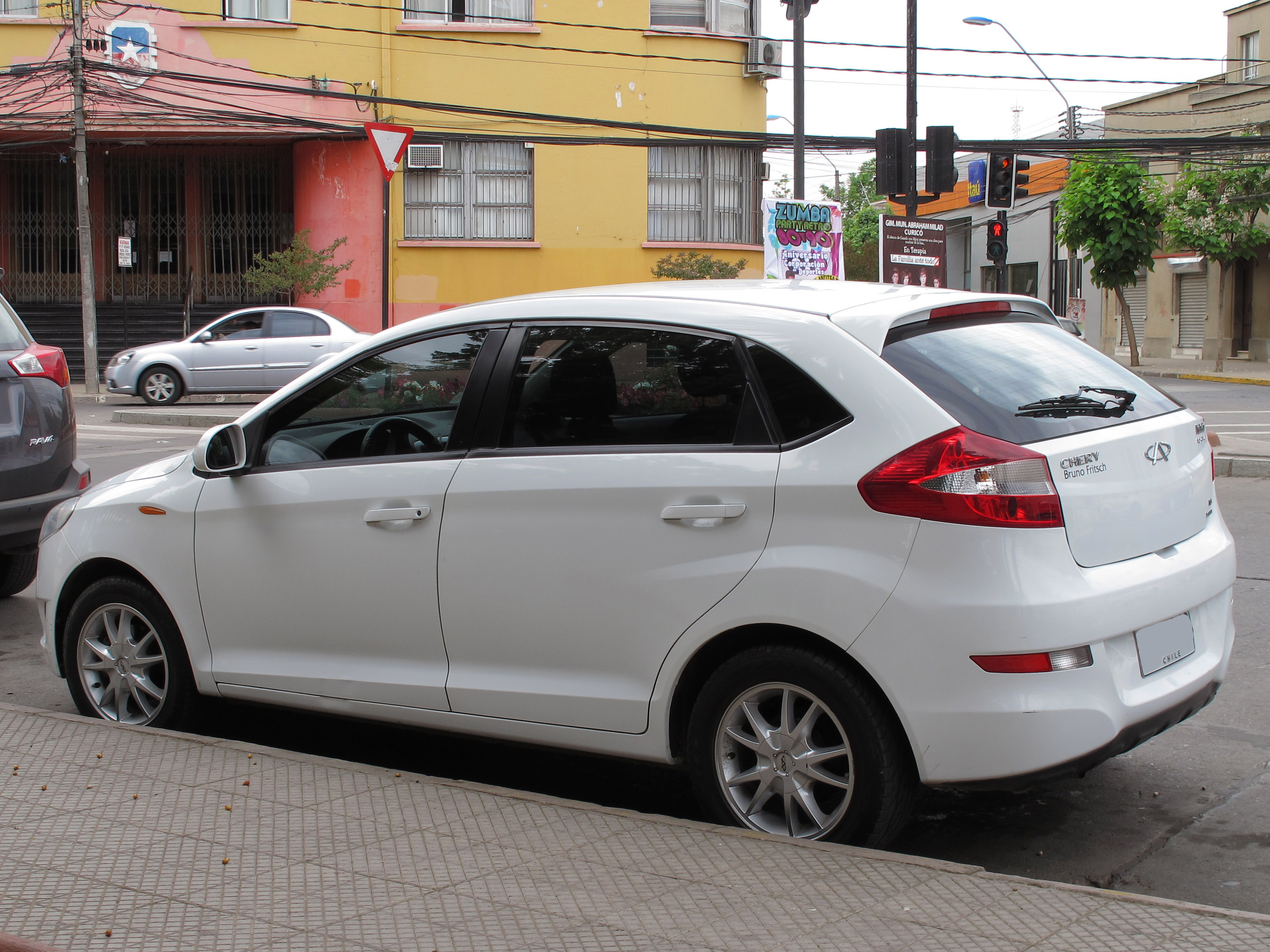
Chery Fulwin 2 хетчбек (2008-2012)

В грудні 2012 року модель модернізували, змінивши зовнішній вигляд.
В квітні 2013 року на Шанхайському автосалоні представлено Chery Fulwin 2 Cross.

## Двигуни
Chery A13 укомплектована 1,5-літровим бензиновим двигуном Acteco SQR477F (SOHC 16 клапанов) потужністю 109 к.с. і крутним моментом 140 Нм. Цей двигун Chery створювала в співпраці з австрійською компанією AVL. В парі з двигуном йде 5-ти ступінчата механічна коробка передач 

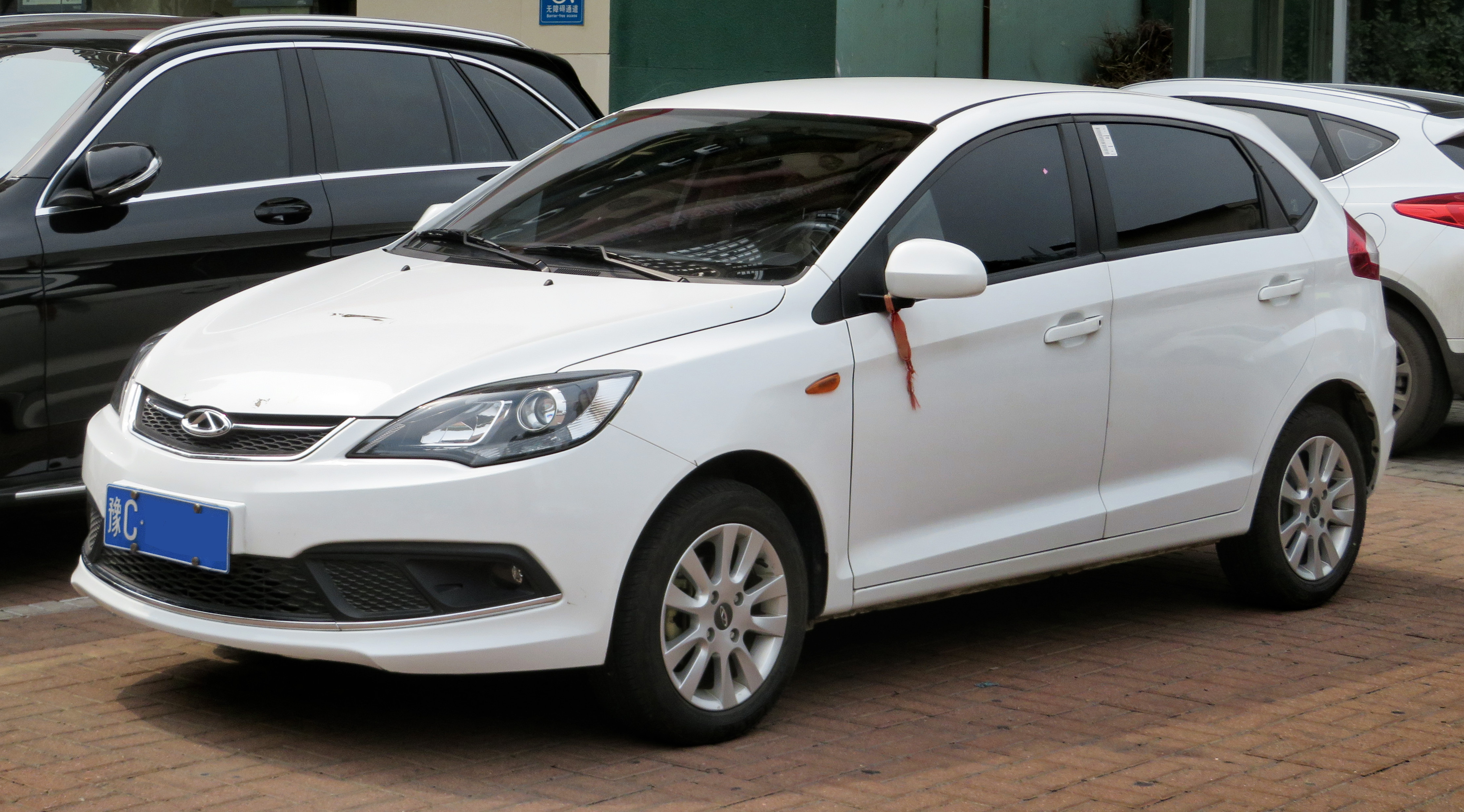
Chery Fulwin 2 хетчбек (2012-2019)

серії QR515MH.
| Індекс        | Модель двигуна | Об'єм    | Клапани/ГРМ | Потужність при об/хв   | Крутний момент при об/хв | Максимальна швидкість км/год | Роки випуску |
| ------------- | -------------- | -------- | ----------- | ---------------------- | ------------------------ | ---------------------------- | ------------ |
| Бензиновий Р4 |                |          |             |                        |                          |                              |              |
| 1,5i          | Acteco-SQR477F | 1497 см³ | 16/SOHC     | 109 к.с. (80 кВт)/6000 | 140 Нм/3000              | 160                          | з 2008       |

## Безпека
За результатами краш-тестів проведених за методикою C-NCAP (China-NCAP) 13 квітня 2010 року автомобіль Chery Fulwin 2 отримав чотири зірки за безпеку.
В ході краш-тестів Chery Fulwin 2 отримав сумарну оцінку 43,1 балів із можливих 50.
| Зірки в C-NCAP з Краш-тесту |